# Torneo Competencia 1958
Het Torneo Competencia 1958 was de negentiende editie van deze Uruguayaanse voetbalcompetitie. Het toernooi stond enkel open voor clubs uit de Primera División en liep van april tot juni 1958. Winnaar werd Club Nacional de Football, dat het gehele toernooi ongeslagen bleef.

## Teams
Aan het Torneo Competencia deden enkel ploegen mee die dat jaar speelden in de Primera División. In 1958 waren dat onderstaande ploegen, die allen uit Montevideo afkomstig waren. Racing Club de Montevideo - dat vorig seizoen vierde was geworden in het Torneo Competencia - deed door hun degradatie dit jaar niet meer mee. Promovendus IA Sud América stond wel weer op de deelnemerslijst.
| Clubs        | Clubs                     |
| ------------ | ------------------------- |
| CA Cerro     | Montevideo Wanderers FC   |
| Danubio FC   | Club Nacional de Football |
| CA Defensor  | CA Peñarol                |
| CA Fénix     | Rampla Juniors FC         |
| Liverpool FC | IA Sud América            |

## Toernooi-opzet
Het Torneo Competencia werd gespeeld voorafgaand aan de Primera División. De tien deelnemende clubs speelden een halve competitie tegen elkaar en de ploeg die de meeste punten behaalde werd eindwinnaar. De behaalde resultaten telden ook mee voor het Torneo de Honor 1958. Het toernooi was een Copa de la Liga; een officieel toernooi, georganiseerd door de Uruguayaanse voetbalbond (AUF).

## Toernooiverloop
Titelhouder CA Peñarol verloor hun openingsduel tegen Rampla Juniors FC en die ploeg was samen met CA Cerro de enige die na twee wedstrijden nog de maximale score had. In de derde speelronde bleef Cerro als enige koploper over nadat Rampla Juniors had verloren van Danubio FC, maar de daaropvolgende speelronde raakten zij de leiding kwijt: Club Nacional de Football versloeg Cerro met 3–0 en werd zo de nieuwe leider. Ook de twee daaropvolgende wedstrijden (tegen CA Fénix en Montevideo Wanderers FC) werden gewonnen door Nacional. De eerste achtervolger was Danubio FC, dat was begonnen met een nederlaag tegen Nacional, maar de rest van de wedstrijden had gewonnen.
Omdat Nacional in juni meespeelde in een vriendschappelijk toernooi in A Coruña (de Trofeo Teresa Herrera) werd hun wedstrijd tegen Liverpool FC eerder gespeeld, maar ook dit midweekse duel werd door de koploper gewonnen. In de zevende speelronde won Nacional ook van Rampla Juniors. Hun eerste achtervolgers, Danubio en Peñarol, speelden gelijk tegen elkaar. Hierdoor had Nacional aan een gelijkspel in hun slotwedstrijd genoeg om het toernooi te winnen. Die wedstrijd tegen Peñarol werd zelfs met 1–0 gewonnen en daarmee kroonde Nacional zich tot ongeslagen winnaar van het Torneo Competencia. Het was hun eerste toernooizege sinds 1952.
Mede dankzij de nederlaag van Peñarol verzekerde Danubio zich van de tweede plaats. Dat was hun beste eindklassering in het Torneo Competencia tot dan toe. In de laatste speelronde (die Nacional en Liverpool dus al hadden gespeeld) stelde Peñarol wel de derde plek veilig door concurrent CA Defensor te verslaan. Danubio verloor van Fénix, dat nog geen enkele wedstrijd had gewonnen. Ondanks deze zege eindigde Fénix toch als laatste in het klassement.

### Eindstand
|     | Club                      | Sp. | W | G | V | Pnt. | DV | DT | DS  |
| --- | ------------------------- | --- | - | - | - | ---- | -- | -- | --- |
| 1.  | Club Nacional de Football | 9   | 8 | 1 | 0 | 17   | 22 | 6  | +16 |
| 2.  | Danubio FC                | 9   | 6 | 1 | 2 | 13   | 22 | 15 | +7  |
| 3.  | CA Peñarol                | 9   | 5 | 2 | 2 | 12   | 24 | 10 | +14 |
| 4.  | CA Defensor               | 9   | 3 | 3 | 3 | 9    | 13 | 13 | 0   |
| 5.  | CA Cerro                  | 9   | 4 | 0 | 5 | 8    | 16 | 22 | –6  |
| 6.  | IA Sud América            | 9   | 3 | 1 | 5 | 7    | 13 | 15 | –2  |
| 7.  | Liverpool FC              | 9   | 1 | 5 | 3 | 7    | 15 | 18 | –3  |
| 8.  | Rampla Juniors FC         | 9   | 2 | 2 | 5 | 6    | 14 | 20 | –6  |
| 9.  | Montevideo Wanderers FC   | 9   | 2 | 2 | 5 | 6    | 12 | 22 | –10 |
| 10. | CA Fénix                  | 9   | 1 | 3 | 5 | 5    | 10 | 20 | –10 |

| Winnaar Torneo Competencia 1958    |
| ---------------------------------- |
| Club Nacional de Football 5e titel |

1934 ·
1936 ·
1941 ·
1942 ·
1943 ·
1944 ·
1945 ·
1946 ·
1947 ·
1948 ·
1949 ·
1950 ·
1951 ·
1952 ·
1953 ·
1955 ·
1956 ·
1957 ·
1958 ·
1959 ·
1961 ·
1962 ·
1963 ·
1964 ·
1967 ·
1985 ·
1986 ·
1987 ·
1988 ·
1989 ·
1990